# Han (El Ala Oeste)
 Han  es el cuarto capítulo de la quinta temporada de la serie dramática El ala oeste de la Casa Blanca.

## Argumento
Un famoso pianista norcoreano llamado Jai Yung Ahn es recibido en la Casa Blanca para interpretar un solo de piano, en medio de las negociaciones de su país con Estados Unidos. Pero hay un problema: el músico le da un mensaje al Presidente Bartlet anunciándole su intención de desertar. De inmediato este le pide a Leo que consulte con la Secretaria de Estado e Inmigración la posibilidad de aceptar la petición. Finalmente lo deja en manos del muchacho, a sabiendas de que su decisión puede afectar a las negociaciones iniciadas. El pianista cambiará de actitud; sin embargo poco después se romperán las negociaciones por “el tamaño de las banderas”.
Mientras, los asesores del Presidente, encabezados por Josh trabajan duro para que el actual candidato de Bartlet a Vicepresidente, el congresista por Colorado, Robert Russell, salga elegido unánimemente por el Congreso y el Senado. Un demócrata, el congresista Thiele, se niega a dar su voto a favor, rompiendo el consenso. Finalmente, Ryan Pierce, el nuevo becario, conseguirá mediante una llamada conciliadora su cambio de opinión. Además, Josh conoce a los tíos de Donna intentando evitar hacer chistes sobre su procedencia y le dice, durante el concierte, a su amante Amy Gardner que quiere llevar su relación un paso más adelante.
Por su parte Will y Toby se encuentran concentrados en el discurso de bienvenida del Presidente al nuevo Vicepresidente. Sin ideas con las que avanzar, terminan escribiendo un ácido discurso donde ensalzan la mediocridad del nuevo miembro del gobierno. Afortunadamente, el Presidente sale del apuro improvisando, tras lo cual, el propio Robert “Bingo Bob” Russell les exige colaboración para integrarlo lo antes posible en el equipo. Y de paso una copia del discurso, que le ha parecido divertido.

## Título
- El título del episodio, "Han", en coreano, no tiene un significado literal, aunque expresa una melancolía inmensa, un estado del alma lleno de tristeza.[1]

## Enlaces
- Enlace al Imdb. (enlace roto disponible en Internet Archive; véase el historial, la primera versión y la última).
- Guía del Episodio (en inglés).